# ニノ・ガロヴィッチ
ニノ・ガロヴィッチ（Nino Galović 、1992年7月6日 - ）は、クロアチア出身のサッカー選手。プリメイラ・リーガ・FCアロウカ所属。ポジションはディフェンダー。

## 来歴
ハイドゥク・スプリトの下部組織を経て、2009年にRNKスプリトに入団。2011年9月にプロデビューを飾った。2シーズン目からレギュラーを獲得したが、監督交代の煽りを受けウィンターブレーク以降出場機会が激減した。3シーズン目は負傷のため出遅れたが、19試合に出場。キャプテンとしてチームを牽引し、UEFAヨーロッパリーグ 2014-15ではプレーオフ進出に貢献した。
2016年7月7日、イスラエルのFCアシュドッドに移籍。新天地では出場機会の確保に苦しみ、加入から7ヶ月で契約を破棄した。
2017年1月9日、FCディナモ・ミンスクに移籍。2シーズン目にチームキャプテンに任命された。
2018年12月23日、サガン鳥栖に移籍。シーズン中の7月16日、同月14日付で古巣のFCディナモ・ミンスクへ同年12月31日までの期限付き移籍をしたことが発表された。
2020年1月13日、HNKリエカに1年半契約で移籍した。
2022年1月、プリメイラ・リーガ（ポルトガル1部）のFCアロウカに完全移籍。

## 個人成績
| 国内大会個人成績 | 国内大会個人成績 | 国内大会個人成績 | 国内大会個人成績 | 国内大会個人成績 | 国内大会個人成績 | 国内大会個人成績 | 国内大会個人成績 | 国内大会個人成績 | 国内大会個人成績 | 国内大会個人成績 | 国内大会個人成績 |
| 年度             | クラブ           | 背番号           | リーグ           | リーグ戦         | リーグ戦         | リーグ杯         | リーグ杯         | オープン杯       | オープン杯       | 期間通算         | 期間通算         |
| 年度             | クラブ           | 背番号           | リーグ           | 出場             | 得点             | 出場             | 得点             | 出場             | 得点             | 出場             | 得点             |
| 日本             | 日本             | 日本             | 日本             | リーグ戦         | リーグ戦         | リーグ杯         | リーグ杯         | 天皇杯           | 天皇杯           | 期間通算         | 期間通算         |
| ---------------- | ---------------- | ---------------- | ---------------- | ---------------- | ---------------- | ---------------- | ---------------- | ---------------- | ---------------- | ---------------- | ---------------- |
| 2019             | 鳥栖             | 5                | J1               | 5                | 0                | 3                | 0                |                  |                  |                  |                  |
| 通算             | 日本             | 日本             | J1               | 5                | 0                | 3                | 0                |                  |                  |                  |                  |
| 総通算           | 総通算           | 総通算           | 総通算           | 5                | 0                | 3                | 0                |                  |                  |                  |                  |